# Olivier Bonnaire
Olivier Bonnaire (* 2. März 1983 in Le Quesnoy) ist ein ehemaliger französischer Radrennfahrer.

## Karriere
Von 2005 bis 2011 stand Olivier Bonnaire bei verschiedenen Rennställen unter Vertrag. In diesen Jahren startete er drei Mal beim Giro d’Italia und zwei Mal bei der Vuelta a España. Seine beste Platzierung war der 45. Platz beim Giro d’Italia 2007.

## Grand-Tour-Platzierungen
| Grand Tour            | 2005 | 2006 | 2007 | 2008 | 2009 |
| --------------------- | ---- | ---- | ---- | ---- | ---- |
| Giro d’ItaliaGiro     | 82   | 115  | 45   | –    | –    |
| Tour de FranceTour    | –    | –    | –    | –    | –    |
| Vuelta a EspañaVuelta | –    | –    | –    | 61   | 48   |

## Teams
- 2005 Bouygues Télécom
- 2006 Bouygues Télécom
- 2007 Bouygues Télécom
- 2008 Bouygues Télécom
- 2009 Bbox Bouygues Telecom
- 2010 Française des Jeux
- 2011 FDJ